# Linda Keen
Pour les articles homonymes, voir Keen.
Linda Jo Goldway Keen, née le 9 août 1940 à New York, est une mathématicienne américaine.

## Biographie
Collégienne à la Bronx High School of Science, elle a obtenu un B.A. du City College of New York, puis a étudié au Courant Institute et a soutenu en 1964 un Ph.D. en mathématiques à l'université de New York sur les surfaces de Riemann, sous la direction de Lipman Bers.
Keen a aussi travaillé sur la géométrie hyperbolique (elle est connue dans ce domaine pour son « lemme du col »,), les groupes kleiniens (en) et fuchsiens (en), l'analyse complexe et la dynamique hyperbolique.
Après avoir travaillé à l'Institute for Advanced Study et au Hunter College, Keen exerce depuis 1968 au Lehman College (en), où elle est professeur de mathématiques et d'informatique depuis 1974 et membre de l'école doctorale de l'université de la Ville de New York. Elle a été professeur invitée aux universités de Berkeley, Columbia, Boston, Princeton et au MIT, ainsi que dans divers instituts de mathématiques en Europe et en Amérique du Sud.
Elle a été présidente de l'Association for Women in Mathematics en 1985-86, conférencière Noether en 1993 et membre active de l'AMS : vice-présidente de 1992 à 1995, membre du bureau de 1999 à 2009 et trésorière associée de 2009 à 2011.
Linda Keen a collaboré entre autres avec Paul Blanchard, Robert Devaney (de), Jane Gilman, Lisa Goldberg, Nikola Lakic et Caroline Series.
Elle est mariée avec Jonathan Brezin et habite New York.

## Ouvrages
- (en) (éd. avec  Robert I. Devaney), Complex Dynamics : Twenty-Five Years after the Appearance of the Mandelbrot Set, AMS, coll. « Contemp. Math. » (no 396), 2006 (présentation en ligne, lire en ligne)
- (en) (avec Nikola Lakic), Hyperbolic Geometry from a Local Viewpoint, CUP, 2007, 271 p. (ISBN 978-0-521-68224-4, lire en ligne)
- (en) (éd.), The Legacy of Sonya Kovalevskaya, AMS, coll. « Contemp. Math. » (no 64), 1987 (lire en ligne)
- (en) (éd. avec Józef Dodziuk), Lipa[5]'s Legacy, AMS, coll. « Contemp. Math. » (no 211), 1997 (lire en ligne)